# Shëngjergj
Shëngjergj (in italiano San Giorgio) è una località del comune di Tirana in Albania (prefettura di Tirana).
Fino alla riforma amministrativa del 2015 era comune autonomo, dopo la riforma è stato accorpato, insieme agli ex-comuni di Baldushk, Bërzhitë, Dajt, Farkë, Kashar, Krrabë, Ndroq, Petrelë, Pezë, Vaqarr, Zall Bastar, Zall Herr a costituire la municipalità di Tirana.

## Località
Il comune era formato dall'insieme delle seguenti località:
- Shëngjergj
- Vërri
- Urë
- Burimas
- Shengjin (San Giacomo)
- Facesh
- Bizë
- Fagë
- Parpujë
- Vakumonë
- Domje
- Derj